# Piniphila bifasciana
Piniphila bifasciana ist ein Schmetterling (Nachtfalter) aus der Familie der Wickler (Tortricidae).

## Merkmale
Piniphila bifasciana besitzt eine Flügelspannweite von 12 bis 16 Millimetern. Die Vorderflügel besitzen eine blasse ockerfarbene Grundfarbe. An deren Basis befindet sich ein dunkler Fleck sowie auf halber Flügellänge ein breites dunkles Querband. In Sitzstellung erkennt man hinter dem Kopf der Falter zwei aufgerichtete Büschel.

## Verbreitung
Piniphila bifasciana ist in der Paläarktis beheimatet. Die Art kommt in weiten Teilen Europas, einschließlich den Britischen Inseln, vor.

## Lebensweise
Den typischen Lebensraum von Piniphila bifasciana bilden Kiefernwälder. Die Schmetterlinge fliegen in den Monaten Juni und Juli. Die dämmerungs- und nachtaktiven Falter werden häufig von künstlichen Lichtquellen angelockt. Nahrungspflanzen der Raupen sind Waldkiefer (Pinus sylvestris) und See-Kiefer (Pinus pinaster). Die Raupen halten sich meist in seidigen Gespinsten auf, die sie an jungen Trieben und männlichen Blüten spinnen.